# ویزنبرون
ویزنبرون (به آلمانی: Wiesenbronn) یک شهر در آلمان است که در کیتسینگن واقع شده‌است.